# De moord op een boterbloem
De moord op een boterbloem (Duits: Die Ermordung einer Butterblume) is een verhalenbundel van de Duitse schrijver Alfred Döblin, die tussen 1904 en 1911 is ontstaan. Het bekendste verhaal uit de bundel is het verhaal 'De moord op een boterbloem', die de titel van het verzamelwerk werd.  

## Inhoud
De verhalen gaan meestal over de relatie tussen man en vrouw, die afgeschilderd wordt als een genadeloze strijd. Deze strijd eindigt vaak in een gezamenlijke dood, waarbij de elementen water en vuur een belangrijke rol spelen.
Ook de schijnbare zekerheid van het burgerlijke leven, evenals de 'Werkelijkheid' worden in twijfel getrokken. Deze 'Werkelijkheid' mondt vaak uit in fantastische, sprookjesachtige en irrationele gebeurtenissen. 
Sommige verhalen lijken op medische berichten of uitvoerige protocollen van psychiatrische observaties. Deze verhalen bevatten nauwelijks psychologische verklaringen voor de situaties waarin de beschreven figuren zich bevinden; deze worden slechts beschreven. Döblin heeft geprobeerd de 'Werkelijkheid' en 'Waarheid' van de geobserveerden zo natuurgetrouw mogelijk weer te geven.   